# João Cardoso
Pour les articles homonymes, voir Cardoso.
João Cardoso, de son nom complet João Soares Cardoso, est un footballeur portugais né le 27 septembre 1951 à Sacavém. Il évoluait au poste d'arrière gauche.

## Biographie

### En club
João Cardoso joue dans deux clubs professionnels : le CF Belenenses et le Sporting Braga,.
Il dispute au cours de sa carrière un total de 365 matchs en première division portugaise, inscrivant 20 buts. Il réalise sa meilleure performance lors de la saison 1978-1979, où il marque cinq buts.
Il se classe deuxième du championnat en 1973 avec l'équipe de Belenenses.
Au sein des compétitions continentales européennes, il dispute sept rencontres en Coupe de l'UEFA, et deux en Coupe des coupes.

### En équipe nationale
International portugais, il reçoit huit sélections en équipe du Portugal entre 1976 et 1983, sans inscrire de but.
Il joue son premier match en équipe nationale le 7 avril 1976, en amical contre l'Italie (défaite 1-3 à Turin). 
Son dernier match en sélection a lieu le 27 avril 1983, dans le cadre des qualifications de l'Euro 1984 contre l'URSS (défaite 0-5 à Moscou).

## Palmarès
- Vice-champion du Portugal en 1973 avec le CF Belenenses
- Finaliste de la Coupe du Portugal en 1982 avec le Sporting Braga